# 筑摩号重巡洋舰
筑摩号重巡洋舰，为大日本帝国海军的利根型重巡洋艦的二号舰。“筑摩”一名来源于筑摩川（又名千曲川，为信濃川的上游）。舰内神社为松本市的筑摩神社。
筑摩作为日本海军在太平洋战争爆发前建造的最新式重巡，参加了袭击珍珠港以及中途岛海战等一系列重要战役，最终在雷伊泰灣海戰（又译莱特湾海战）中被击沉。

## 舰名
筑摩号重巡是日本海军历史上第2艘使用“筑摩”一名的军舰，名字继承于筑摩级防护巡洋舰首舰筑摩号（名字也同样是来源于筑摩川）。在战后，“筑摩”一名为海上自衛隊的阿武隈级5号舰筑摩号护卫舰所再次继承。
筑摩和同级姊妹舰利根一样，都是重巡洋舰，按原本的命名规则应该使用山岳命名，但日本海军故意使用轻巡洋舰的命名方式而用河川为其命名，在舰艇类别等级表中也被标注为二等巡洋舰（即轻巡）。

## 舰历

### 建造背景
利根级两艘重巡都是在三菱重工的长崎造船所建造的。在筑摩下定的1932年，日本依然受到《华盛顿海军条约》以及《伦敦海军条约》的约束，因此利根级两艘与最上级一样，都是以轻巡的名义建造，预定搭载155毫米三联装火炮。在日本退出《伦敦海军条约》，不再受到条约限制后，筑摩立即换回了原本设计的203毫米双联装火炮，不过筑摩和利根一样，都依然称作二等巡洋舰或轻巡。日本海军航母舰载机没有侦察机队，完全只作为攻击性力量而存在，侦察的任务便交由巡洋舰搭载的水上飞机来完成。筑摩的4座主炮都集中在前甲板，这是利根级的重要特征；后甲板改为机库，让筑摩作为航空巡洋舰使用。
利根级作为太平洋战争爆发时最新型的重巡，直到损失为止都没有经历过大规模的改装。但是在战争期间，日本海军吸取了经验教训而增设对空雷达以及高射机枪：
- 1943年，在修理损伤时，在后部的后备指挥室两侧各增设一座双联装25毫米高射机枪，以及前桅增设21号电探；
- 同年12月至次年2月，将4座双联装25毫米机枪改换为3联装25毫米机枪；
- 1944年6月之后，在吸收了菲律賓海海戰的经验后大幅度增设机枪，加装了4座双联装25毫米机枪、以及23挺单装25毫米机枪，另外在前桅安装22号电探两座、后桅安装13号电探1座。

因此，推定筑摩在莱特湾海战时的最终装备为：
- 防空机枪：25毫米机枪三联装8座、双联装4座、单装23挺，共计55挺；
- 雷达：21号电探1座、22号电探两座、13号电探1座。

筑摩在1935年（昭和10年）9月28日命名。命名后不久，筑摩便在10月1日开工。
1938年3月19日，筑摩顺利下水。筑摩下水后，原本用来建造筑摩的船台在3月29日开始建造大和级战列舰2号舰武藏。5月18日，龙崎留吉海军大佐受任命为利根、筑摩两舰的舾装长。11月1日，龙崎转任修理舰（原敷島級戰艦2号舰）朝日特务舰长，时任妙高级4号舰羽黑舰长友成佐市郎海军大佐兼任筑摩舾装长。12月10日，友成卸任筑摩舾装长兼务，后任为西尾秀彦海军大佐。
1939年5月20日，筑摩正式服役，入籍橫須賀鎮守府，西尾出任筑摩初代舰长。

### 建成后
与筑摩竣工同一时期，最上级的4艘“轻巡”也都陆续将原有的155毫米三联装火炮更换为203毫米双联装火炮。因此海军方面将原来由最上级各舰编成的第七战队撤销；原第七战队司令清水光美海军少将于是也在5月20日（即筑摩竣工日）成为新编成的第六战队司令。清水上任后将旗舰指定为利根。7月下旬，第六战队（利根、筑摩）首次抵达母港舞鹤港；筑摩抵港时预定搭载的水上飞机还正在栗田水上飞机基地。10月20日，西尾转调至吴镇守府，时任利根舰长原鼎三海军大佐兼任筑摩舰长一职。
11月15日，清水将第六战队司令一职转交给田结穣海军少将，第六战队也重新进行编组，改为由青叶、古鹰组成。原本由轻巡组成的第八战队解散；而利根级两舰则整编入新编成的第八战队中，新任司令为後藤英次海军少将，旗舰依然为利根。同日原鼎三受任命为扶桑级2号舰山城的舰长，原旅顺要港部参谋长桥本信太郎海军大佐叙任筑摩舰长一职。12月1日，利根级两艘重巡移籍舞鹤镇守府。
1940年3月下旬开始，利根级两舰在中国大陆沿海参加了战斗。11月1日，桥本出任伊势级2号舰日向舰长，原河內级2号舰摄津特务舰长小暮军治海军大佐为后任筑摩舰长。10月11日，当时日本海军最新式的5艘重巡（3艘最上级熊野、铃谷、最上，以及两艘利根级利根、筑摩）参加了纪元二千六百年特別观舰式。11月29日，後藤调到横须贺镇守府任职，原海军省人事局长伊藤整一海军少将出任第八战队司令。
1941年4月10日，伊藤接替南雲忠一出任聯合艦隊参谋长（兼任第一舰队参谋长）。原军令部第一部长宇垣纏海军少将叙任第八战队司令。8月1日宇垣转任联合舰队参谋长，阿部弘毅海军少将接手第八舰队司令一职。
8月11日，小暮转任长门级2号舰陆奥舰长，原海军省教育局第二课长古村启藏为后任筑摩舰长。筑摩就在古村带领下，踏入了太平洋战争。
筑摩原设计为可以搭载6架水上飞机，而在实验时筑摩曾经尝试过搭载三座机型和双座机型各4架共8架。不过因为飞行员和飞机数量都不足，筑摩实际上只搭载了三座型和双座型各两架，共计4架。

### 太平洋战争初期
第八战队（利根、筑摩）在太平洋战争初期，隶属于南云忠一海军中将的第一航空舰队（通常被称为“南云机动部队”）。1941年（昭和16年）12月8日，第八战队两艘重巡参加了日本海军对珍珠港的袭击。筑摩上的零式水上偵察機（冈政治飞行兵曹长驾驶）在第一次攻击机队出动之前就先行起飞，对瓦胡岛周边进行侦察，03:08发回报告：“敌舰队在珍珠港，港内云高1700米，云量7，03:08”、“珍珠港内停泊战列舰10、重巡1、轻巡1”、“珍珠港上空风向80度、风速14米”。
在日军攻击珍珠港、返回日本的途中，第八战队随同山口多聞的第二航空战队、以及第17驱逐队第1小队与南云所部分离，转归南洋部队指挥官、第四舰队司令长官井上成美（旗舰鹿岛）麾下，参加了对威克岛的第二次进攻。在作战中筑摩的舰载机参加了敌情侦察和反潜警戒，其中一架飞机受损严重。12月29日，筑摩返回日本本土。
1942年1月10日，第八战队随同第二航空战队出发，15日抵达特鲁克泊地。同月24日，参与安汶空袭；2月19日，又在达尔文空袭中进行支援。3月1日，在圣诞岛附近遭遇美军驱逐舰驱逐舰埃兹尔号，于是与金刚级的两艘比叡、雾岛联手将其击沉。在战斗中利根、比叡将埃兹尔号错认为轻巡马布尔黑德号，不过筑摩、雾岛正确辨认出那是一艘驱逐舰，并采取了回避行动，美舰的攻击落空。虽然4艘日舰已经足够击沉一艘驱逐舰，但赤城、苍龙两艘航空母舰依然派出了17架九九舰爆参与了攻击，命中多发直击弹和近失弹。此外在同一日，日军还在爪哇岛西南偏南200海里处遭遇一艘荷兰货船。第27驱逐队的两艘驱逐舰当即上前进行炮击，但未能击沉敌船，其后又有数艘驱逐舰上前围攻。此时位置在赤城左舷后方的筑摩突然擅自进行炮击，203毫米炮弹遂在赤城上方呼啸而过。南云立即下令停止射击，但筑摩接到命令时已经进行了数轮齐射，将这艘货船击沉。
3月4日，在爪哇岛南岸芝拉扎附近，筑摩与第17驱逐队的浦风一同击沉了一艘1万5000吨的荷兰商船。筑摩本来想用主炮击沉这艘货船，但主炮所用的穿甲弹只是在船身上留下了几个大洞，于是又改为使用鱼雷，但没有命中。在战斗中筑摩发射了主炮炮弹31发，高射炮炮弹181发，鱼雷1枚（一旁的浦风则发射了主炮炮弹8发）。
其后筑摩也一直作为航母编队的成员之一转战各地。4月筑摩随舰对进入印度洋，参加了同月5-9日的印度洋空襲。23日筑摩回到舞鹤港，在舞鹤海军工厂内进行修理。5月16日，筑摩从舞鹤出港，移驻柱岛泊地。

### 1942年下半年
1942年5月27日，第八战队从柱岛泊地起航。在第一舰队司令长官南云的指挥下，南云机动部队（第一航空战队赤城、加贺，第二航空战队飞龙、苍龙）、第三战队（榛名、雾岛）、第八战队（利根、筑摩）、第十战队、第17驱逐队、第4驱逐队组成了庞大的舰队，杀向中途岛。
6月5日，日军出动了总计7架飞机进行侦察（筑摩、利根各2架水上侦察机，榛名1架水上侦察机，赤城、加贺各1架舰攻）。筑摩1号机01:35起飞，紧接着4号机01:38起飞，前往日军航母编队东北偏北方向侦察。期间1号机在美军航母部队上空经过，但因为云层遮蔽没有发现敌舰。日军没能第一时间发现美军航母，这成为了中途岛日军的一大败因。05:30利根的4号机报告发现美军航母，06:38筑摩5号机起飞接替利根4号机。日军三艘航母（赤城、加贺、苍龙）遭到美军俯冲轰炸机突袭受重创起火，仅剩下飞龙尚保有战斗力。飞龙遂放出攻击机队，在筑摩5号机的引导下奔袭美军航母约克城号。筑摩5号机虽然为日军击沉约克城号作出了贡献，但自机失联，未能返回。另一边，筑摩舰长古村目睹了苍龙中弹起火，他因与苍龙舰长柳本柳作海军大佐有深交（柳本为古村的后任驻英武官），而担心柳本的安危，立即派出筑摩的汽艇帮助驱逐舰滨风、磯風对苍龙乘员的救援。救援结束后，筑摩派出的汽艇因无法回收而丢弃，8名艇员由矶风一并收容。
6月24日，第八战队返回日本大凑，然后前往支援北方作战。
7月14日，原第八战队司令阿部转任第11战队司令。因第五航空战队已经解散，原五航战司令原忠一海军中将出任第八战队司令。此外，筑摩搭载的水上飞机也同一成三座机型。
北方作战支援结束后，第八战队途经桂岛泊地，7月16日返回舞鹤，在舞鹤海军工厂进行整修。8月6日，第八战队。迎来新司令的第八战队参加了瓜達爾卡納爾島戰役、東所羅門海戰（1942年8月）、聖克魯斯群島戰役（1942年10月）。
东所罗门海战中，筑摩等舰组成前卫舰队，行驶在航母前方，担负着侦察、以及吸收敌机攻击的职责。12:25左右，筑摩的一架水上侦察机发现了美军航母，但随后失联。除此之外，筑摩在这场航母之间的战斗中并无太多表现。

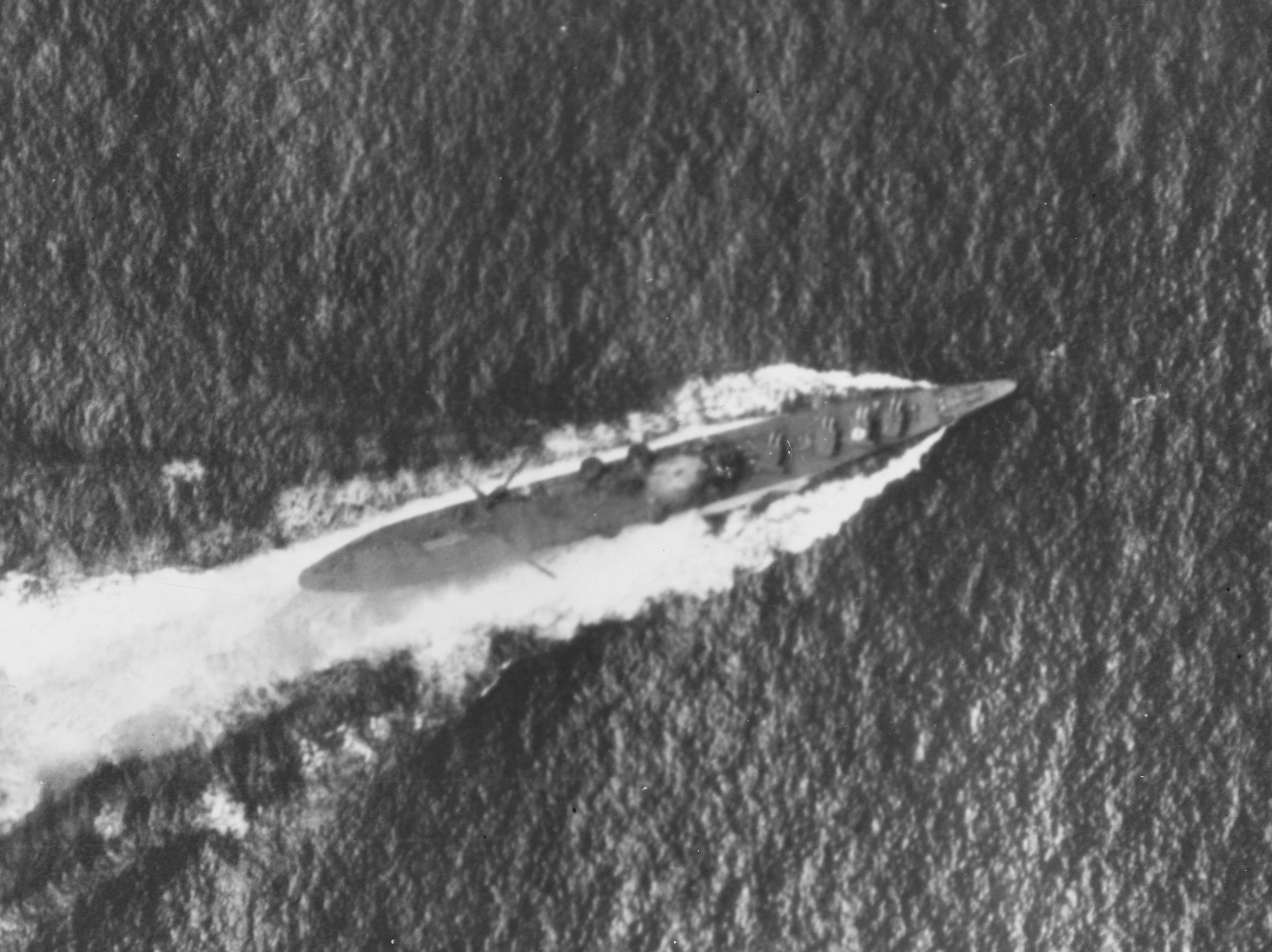
圣克鲁斯群岛海战中遭受空袭的筑摩

10月22日，筑摩与秋月级2号舰照月一同离开航母编队，前往南方索敌，但没有发现目标。23日深夜，筑摩受到美军飞机的鱼雷攻击，但没有命中。随后两舰与大队会合。在圣克鲁斯群岛战役中，筑摩再次作为前卫舰队的一员，行驶在航母编队前方约200海里处。
10月26日早上06:30，第11战队司令阿部指挥下的航母编队前卫舰队正在航行，利根级两舰也在其中。同队的3艘重巡（筑摩、利根、铃谷）以筑摩为首排成单列纵队，方向90度，航速30节，各舰相隔1万3000米，向东前进。
07:00美军侦察机出现，此后舰队不断遭到空袭，07:26左右，企业号的SBD机队发动了俯冲轰炸，筑摩的舰桥左舷、主炮指挥所、舰桥右舷受到炸弹命中，副舰长广濑贞年海军中佐、炮术长北山胜男海军少佐、水雷长山口荣治海军大尉、飞行长斋藤仁海军大尉等多名军官阵亡，舰长古村、航海长冲原秀也海军中佐等负伤；其后右舷锅炉室受到近失弹袭击而进水，右舷倾斜，速度随之下降到23节。当时僚舰利根正好在暴雨区内，因此没有受到美军舰载机的空袭，身负重伤的古村事后回忆到，“真想让这些炸弹分配得稍微公平一点啊”。
07:47古村下令将舰上的鱼雷抛进海里。3分钟后，鱼雷发射管附近就受到了直击弹命中。筑摩虽然侥幸避免了鱼雷的殉爆，逃过了一场致命的灾难，但是爆炸依然导致大火，全舰陷入无法作战的境地。08:35，第八战队司令原忠一下令第17战队的两艘驱逐舰谷风、浦风掩护筑摩撤往特鲁克，09:20三舰（筑摩、谷风、浦风）与前卫舰队分离后撤。筑摩的战斗配餐是粗盐腌的牛肉，但因为到处都是战死者的残肢碎块，因此并没有拿出来分食。
正午时筑摩又受到了美军B-17轟炸機的轰炸，但美军高估了筑摩的速度，因此没有命中。29日上午，筑摩返回特鲁克泊地。联合舰队司令长官山本五十六海军大将视察了筑摩，慰劳了舰上乘员们。这次战斗中，全舰937人有162人阵亡（此处数字多处文献不一，有资料指出192人战死、95人负伤；也有认为全舰883人，其中151人阵亡）。
此战过后，负伤的两艘航母（翔鹤、瑞凤）、两艘重巡（筑摩、熊野）在8艘驱逐舰的护卫下返回日本，11月6-7日陆续抵达各自的港口。
11月10日，古村在横须贺镇守府退舰。此外在埃斯佩兰斯海角海战中青叶受到重创，其舰长久宗米次郎海军大佐改任为长门舰长，在同一场海战中沉没了的古鹰的舰长荒木传海军大佐于是兼任筑摩与青叶两舰的舰长。
12月31日，田原吉兴海军大佐补任青叶舰长，荒木遂不再兼任，而是专任筑摩舰长一职。

### 1943年
1943年1月20日，荒木调任至佐世保海军港务部长，重永主计海军大佐为后任筑摩舰长。
同年2月底，筑摩的修理完毕，在此期间，日军率先在筑摩上试验安装了雷达，以及封锁下甲板舷窗，以增强抗沉性。在同一时间姊妹舰利根也回到吴港进行整修。3月15日，原忠一将第八战队司令一职转交至岸福治海军少将。3月22日，重新整编的二航战在角田覺治的指挥下，以两艘航母（隼鹰、飞鹰）、第八战队两艘重巡以及4艘驱逐舰（夕暮、阳炎、初月、凉月）的兵力离开日本，3月27日抵达特鲁克。
同年4月18日，盟军发起复仇行动，伏击联合舰队司令长官山本及随员的座机，山本战死，随行的联合舰队参谋长宇垣重伤。继任的联合舰队司令长官古贺峰一海军大将以大和级2号舰武藏运送山本的骨灰。5月17日，3艘战列舰（武藏、金刚、榛名）、1艘航母（飞鹰）、两艘重巡（利根、筑摩）、5艘驱逐舰（海风、有明、时雨、初月、凉月）从特鲁克泊地出发，5月22日抵达横须贺（武藏单独停泊在木更津海湾）。
6月30日，美军开始登陆新喬治亞群島的倫多瓦島以及新喬治亞島，新乔治亚战役爆发。7月8日，第三舰队司令长官小澤治三郎海军中将指挥着4艘航母（瑞鹤、翔鹤、瑞凤、冲鹰）、1艘水上飞机母舰（日进）、3艘重巡（利根、筑摩、最上）、两艘轻巡（大淀、阿贺野）、驱逐舰队（岚、萩风、矶风、凉月、初月、玉波）从日本出发。7月15日，抵达特鲁克泊地。其后在岸福治指挥下巡洋舰部队（利根、筑摩、最上、大淀）以及第十战队（阿贺野、矶风、岚、萩风、初月、凉月）抵达拉包尔，为日军各岛屿运送补充兵力和汽车、弹药等。利根对岚、筑摩对萩风、大淀对矶风进行接舷补给。准备完成后，第10战队司令大杉守一海军少将以萩风为旗舰，率领日进、萩风、岚、矶风出发前往布干维尔岛的布因（后来日进在即将抵达布因时遭到美军70余架飞机空袭沉没），完成补给任务后萩风、岚留在所罗门群岛，而其余舰艇从拉包尔返回特鲁克。此后筑摩主要在中太平洋区域活动。
10月16日，利根引擎出现故障，只能用三轴运转，必须返回日本进行大幅度的维修。筑摩随之成为第八战队旗舰。

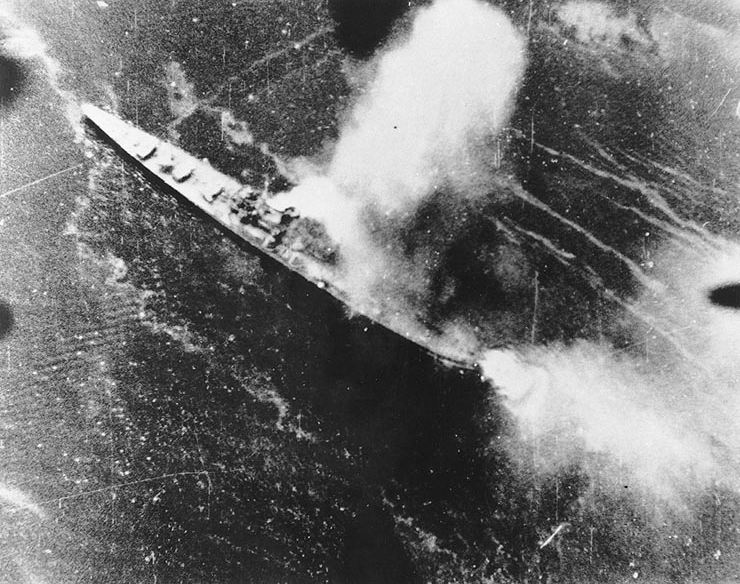
拉包尔空袭中的筑摩，1943年11月5日

11月1日，美军登陆布干维尔岛的托罗基纳海角，布干維爾島戰役爆发。11月3日早上07:45，日本海军方面，第二舰队司令长官栗田健男海军中将指挥的游击部队从特鲁克出发，筑摩也编列在其中。11月4日10:00前后，栗田舰队与美军飞机遭遇，受到空袭。夜间再次受到攻击，但没有受到损伤。11月5日早上06:00，栗田舰队停泊在拉包尔，09:00后大批美军飞机抵达进行空袭，09:31筑摩右舷水上飞机弹射器附近受到近失弹袭击，1号鱼雷管损坏，多处进水，3名乘员轻伤，比起其他各舰来说损失轻微（如爱宕舰长战死、摩耶轮机舱失火失去动力等）。东南方面部队遂命令游击部队撤退，11月7日，筑摩等回到特鲁克。
12月7日，瑞鹤、筑摩在3艘驱逐舰护卫下从特鲁克启程，12日抵达吴港进行整修。

### 1944年
1944年1月1日，第八战队解散，利根级两艘编入第七战队（已有熊野、铃谷、最上3艘重巡）。1月10日，重永卸任，则满宰次海军大佐接替出任筑摩舰长一职。2月6日，翔鹤级两艘（翔鹤、瑞鹤）在两艘巡洋舰（筑摩、矢矧）、5艘驱逐舰（初月、若月、秋云、风云、朝云）护送下从日本出发，2月13日抵达新加坡。
3月上旬到5月期间，利根级两舰归西南方面舰队下的第16战队指挥，3艘重巡（青叶、利根、筑摩）在印度洋从事交通破袭作战任务。3月18日发生击沉商船后并虐杀俘虏的比哈尔号事件。
1944年6月，筑摩随第七战队参加了菲律宾海海战。本次海战中筑摩等列入栗田指挥的前卫部队，再次充当航母的前卫。在战斗中，前卫舰队各舰曾经误击友军战机，但筑摩舰长则满没有下令，因此筑摩没有开火。本次作战后，筑摩曾返回日本，7月9日再次出港，往新加坡前进。

### 沉没

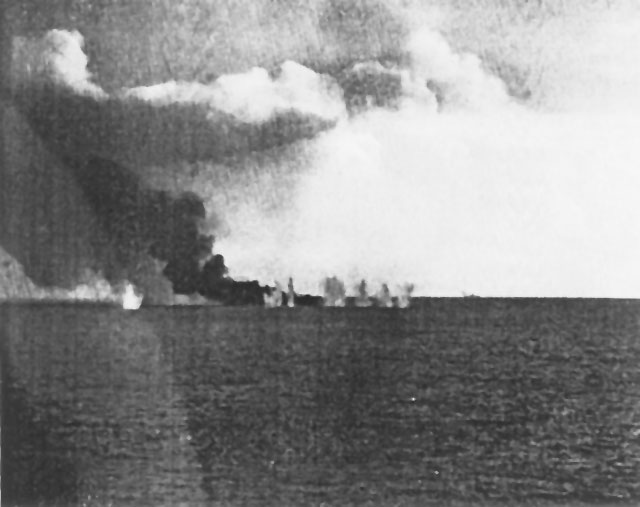
从冈比亚湾号后方看到的筑摩

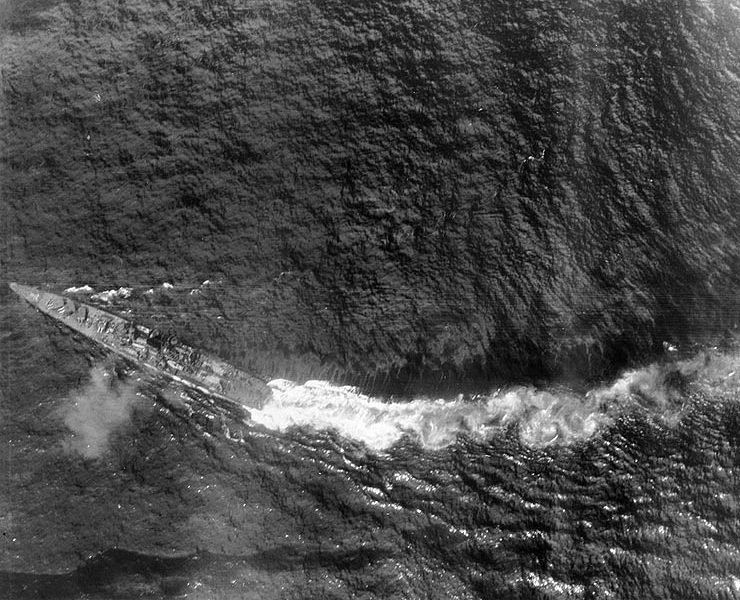
萨马岛海战中的筑摩

10月下旬，第七战队（熊野、铃谷、利根、筑摩）配属于栗田指挥的第一游击舰队，参加莱特湾海战。据利根号舰长黛治夫所言，则满在战前就已经预感将会要失败，对他说，“大概这次要沉了”。筑摩搭载了5架水上飞机侦察机，投入到索敌任务中去。在空袭前，1号机和2号机已经起飞前去侦察。
10月25日，莱特湾海战进行到第二天，栗田舰队突入美军登陆点，萨马岛海战爆发。07:10，美军飞机开始空袭。海战伊始，第七战队旗舰、在第七战队的队列中位于最前方的熊野即遭到美军驱逐舰约翰斯顿号突击，命中一枚鱼雷，舰艏受创，航速降到14节以下，被迫脱离队列。此时在队列最前方的是铃谷，但不久铃谷承受了敌机的数发近失弹，左舷的一根推进轴损坏，速度降到23节，导致铃谷也随之脱队。第七战队司令白石万隆海军中将没有注意到铃谷的伤势，下令让铃谷靠近过来转换旗舰，同时让则满暂代战队指挥。等到白石了解铃谷的伤势后，筑摩、利根已经远去，无法让其回头了。白石只好换乘至铃谷，然后在末尾追赶前面的筑摩、利根。（铃谷后来在海战中因为氧气鱼雷被引爆而沉没。）
07:59，金刚在右方12度发现美军航母冈比亚湾号，08:02发起炮击。08:05，在金刚前方的第七战队的筑摩、利根配合金刚进行炮击。
根据冈比亚湾号舰长的说法，冈比亚湾号最初在08:20左右中弹，08:50左右他决定弃舰，09:10前后冈比亚湾号沉没。而据冈比亚湾号上的老兵所称，该舰一直在反复受到日军战列舰和重巡的炮击，09:07左右沉没。冈比亚湾号承受了战列舰和重巡的炮击，前部轮机舱进水，一台引擎失效，最终因日军6艘重巡在2000码的距离（约1800米）上用203毫米炮轰击20余发而沉没。
然而在追击战当中，08:53时筑摩受到美军舰载机的攻击，舰艉命中一枚鱼雷起火。根据当时在筑摩后方的利根的记录，美军大约有俯冲轰炸机30架、鱼雷机若干对日军重巡队伍发起空袭；其时筑摩两舷各有两架鱼雷机进行超低空飞行发起攻击，此外筑摩上方还有数架战斗机。而筑摩则防空火力全开，（利根目视距离5000米外）筑摩右舷一架鱼雷机、以及一架战斗机共计两架被击落。（从利根目视）筑摩最初右舷有两架鱼雷机来袭，筑摩遂转向正对着美军飞机移动以进行回避，此时左舷又有两架鱼雷机超低空掠过，不久舰艉受到鱼雷命中，能看到火焰，腾起大约有全船长度那么高的水柱，并能确认后甲板的单装机枪等损坏，后甲板后半部严重损毁。筑摩航速稍为降低，但在继续奋战，同时升起“我舵故障”的信号旗，开始转圈。从外形上看，除了中后部外，没有看到别的地方有中弹。日方有研究者认为，对筑摩发起鱼雷攻击的正是冈比亚湾号上起飞的TBF。
筑摩因为艉舵故障，以及航速降低，被迫脱队，进行应急修理。此时利根跟随在羽黑后方。
10:20美军飞机再度来袭，11:20驱逐舰野分奉命前往救助警戒。根据事后生还者的证言，筑摩上已经弹药耗尽，连训练弹都要拿了出来应战。04:00舰舯部曾受到多枚炸弹命中，左舷倾斜，舰长发布命令全员弃舰。随后负责警戒的野分发射鱼雷击沉了筑摩，又将漂浮在海上的120多名筑摩船员救起来，然后追赶栗田舰队。此外筑摩的舰载机中，两架没有返航，两架迫降后损毁，只有一架还能使用。
25日深夜，火速回援的美军航母特混舰队的快速舰艇部队追上了野分。野分受到多艘巡洋舰和驱逐舰的猛烈射击而严重受损，最后遭到驱逐舰的鱼雷攻击而沉没。野分舰长以下全员战死，而搭载在野分上的筑摩舰员们也落得了同样的命运。
短期现役士官、筑摩4号炮塔炮手林义章错过了野分的救援。他在海上漂浮了3天后，由美军打捞了上来，战争结束后返回日本。林因此阴差阳错地成为筑摩和野分仅有的一名生还者。
11月21日，第七战队解散。残存的两艘重巡熊野、利根编入第五战队（妙高、羽黑）之中。筑摩所属的舞鹤镇守府（舞鹤海军工厂）的人们看到只有利根孤零零地回来，就猜到了筑摩的结局。
1945年4月20日，日本海军将筑摩从军舰中除籍。

## 历任舰长

### 舾装长
1. （兼）龍崎留吉 海军大佐：1938年5月18日[15] - 1938年11月1日[16]
2. （兼）友成佐市郎 海军大佐：1938年11月1日[16] - 1938年12月10日[17]
3. 西尾秀彦 海军大佐：1938年12月10日[17] - 1939年5月20日[19]

### 舰长
1. 西尾秀彦 海军大佐：1939年5月20日[19] - 1939年10月20日[23]
2. （兼）原鼎三 海军大佐：1939年10月20日[23] - 1939年11月15日[24]
3. 桥本信太郎 海军大佐：1939年11月15日[24] - 1940年11月1日[27]
4. 小暮军治 海军大佐：1940年11月1日[27] - 1941年8月11日[33]
5. 古村启蔵 海军大佐：1941年8月11日[33] - 1942年11月10日[93]
6. 荒木传 海军大佐：1942年11月10日[93] - 1943年1月20日[95]
7. 重永主计 海军大佐：1943年1月20日[95] - 1944年1月7日[119]
8. 则满宰次 海军大佐：1944年1月7日[119] - 10月25日战死（同日追晋海军少将）[153]

## 同级舰
利根號重巡洋艦